# Course de pneus
La course de pneus est une course à pied particulière qui a lieu chaque année dans le département français de Mayotte, à Mamoudzou, depuis les années 80. Jusqu'à 900 participants parcourent les rues de la ville sur une distance de 1 800 mètres en poussant chacun avec deux bâtons un pneu maintenu en équilibre par sa rotation. Il s'agit de l'événement sportif le plus important du département, hors football.